# Dnopherula nepalensis
Dnopherula nepalensis är en insektsart som först beskrevs av Balderson och X.-c. Yin 1987.  Dnopherula nepalensis ingår i släktet Dnopherula och familjen gräshoppor. Inga underarter finns listade i Catalogue of Life.